# Lasiodora fallax
Lasiodora fallax är en spindelart som först beskrevs av Philipp Bertkau 1880.  
Lasiodora fallax ingår i släktet Lasiodora och familjen fågelspindlar. Inga underarter finns listade i Catalogue of Life.